# Paul McCarthy
För fotbollsspelaren med samma namn, se Paul McCarthy (fotbollsspelare).
Paul McCarthy, född 4 augusti 1945 i Salt Lake City, Utah, är en amerikansk konstnär som bor och verkar i Los Angeles.

## Biografi
McCarthy studerade konst vid University of Utah 1969 och fortsatte sedan vid San Francisco Art Institute och tog kandidatexamen i måleri. År 1972 studerade han film, video och konst vid University of Southern California och tog en magisterexamen. Från 1982 har han undervisat i performancekonst, video, installation och performancekonstens historia vid University of California, Los Angeles.
McCarthy inledde sin karriär med performanceverk som använde gravitation som viktig aspekt, både bokstavligt och metaforiskt. Kring 1974 blev hans verk mer aggressiva och sexuellt provokativa. Hans performanceverk har beskrivits som brutala angrepp på honom själv. 
McCarthy använder sig ofta av sin egen kropp, groteska kostymer, excesser i mat och vätskor, bilder av sex, våld och övergrepp blandat med popkulturella och konsthistoriska referenser. Förutom perfomance arbetar han med skulptur, både statiska och mekaniska, film, fotografi och scenografi. Till en början utförde han sina perfomanceverk inför publik men idag filmar han dem istället för att inte sällan placera videon inne i scenografin där hans performance utspelar sig eller i en annan installation.
I det stora projektet Caribbean Pirates som påbörjades 2005 och som innehåller en rad verk samarbetar han med sin son Damon McCarthy. 
Moderna Museet i Stockholm visade en stor retrospektiv utställning med McCarthy 2006. McCarthy finns representerad vid Moderna museet.